# Salva Funet
Salvador Fúnez Sardina, más conocido como Salva (Móstoles, Comunidad de Madrid, España, 2 de junio de 1981), es un exfutbolista y entrenador español. Actualmente es el segundo entrenador en el Girona F. C.. 
En su etapa como jugador, formó parte del CD Leganés, Alicante CF y de la Agrupación Deportiva Alcorcón. Al finalizar la temporada 2010-11, donde apenas tuvo participación en el ascenso del Rayo Vallecano a Primera división, el central se retiró del fútbol en activo por sus problemas crónicos en la rodilla derecha.

## Clubes

### Como jugador
| Club            | País   | Año       |
| --------------- | ------ | --------- |
| C. D. Leganés B | España | 1999-2003 |
| C. D. Leganés   | España | 2000-2003 |
| Alicante C. F.  | España | 2003-2006 |
| A. D. Alcorcón  | España | 2006-2007 |
| Rayo Vallecano  | España | 2007-2011 |

### Como entrenador
| Club                       | País   | Año           |
| -------------------------- | ------ | ------------- |
| Rayo Vallecano (Juveniles) | España | 2013-2017     |
| Rayo Vallecano (asistente) | España | 2017-2019     |
| S. D. Huesca (asistente)   | España | 2019-2021     |
| Girona F. C. (asistente)   | España | 2021-presente |